# Candlestick Park
O Candlestick Park (ou simplesmente The Stick) foi um estádio localizado em San Francisco, California. Tinha capacidade para receber até 70 mil pessoas em jogos de futebol americano. Em caso de realização de shows tal contingente pode aumentar em mais alguns milhares.
Foi a casa do time de futebol americano San Francisco 49ers, da NFL, de 1971 a 2013. E também foi casa por quase 40 anos (1960-1999) do time de baseball San Francisco Giants, da MLB.
O estádio está localizado no Candlestick Point, a oeste da Baía de San Francisco, e foi inaugurado em 12 de Abril de 1960 com a presença do então vice-presidente norte-americano Richard Nixon.
Nesse estádio foi realizado o último show dos Beatles em 29 de Agosto de 1966.
O estádio foi o último e único da NFL que originalmente foi construído para jogos de baseball e modificado para o futebol americano, ao contrário de estádios como o Fenway Park e o Yankee Stadium, que nasceram como estádios de baseball, mas foram utilizados em jogos de futebol americano por algum tempo.
Em 17 de Outubro de 1989, durante o 3º jogo do World Series, um terremoto de 7,1 na Escala Richter abalou San Francisco. A partida foi interrompida e, após 10 dias e pequenos reparos ao estádio, foi concluída.
A última partida da temporada regular da NFL realizada pelo San Francisco 49ers no Candlestick Park aconteceu no Monday Night Football  de 23 de dezembro de 2013, com vitória do time da casa sobre o Atlanta Falcons (34 a 24). Foi o 36º jogo no estádio em Monday Nights, mais do que qualquer outro estádio na história da NFL.
O último touchdown foi assinalado, após uma interceptação, pelo linebacker do 49ers NaVorro Bowman (#53). o lance foi apelidado pela mídia como The Pick at the Stick.
Desde 2014, os 49ers passaram a mandar seus jogos no Levi's Stadium.

## Mudanças de Nome

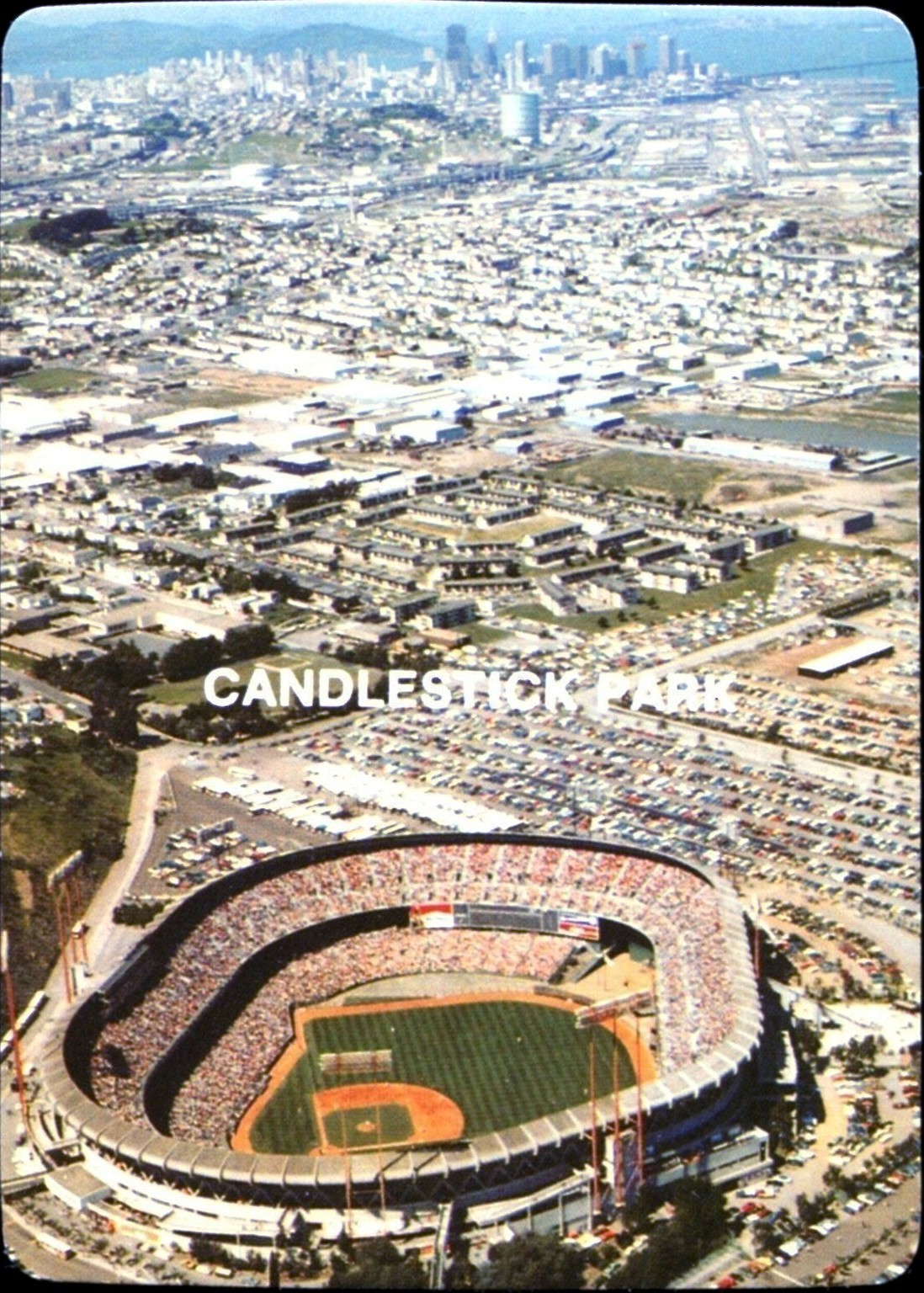
Fotografia aérea do Candlestick Park usada em figurinhas

O nome original, Candlestick Park, deve-se a localização: Candlestick Point e a uma ave local.
Em 1995 a empresa de informática 3Com Corporation adquire o direito de nome do estádio, passando este a se chamar 3Com Park.
Em 2002, após expirar o contrato, o estádio recebe o nome oficial de San Francisco Stadium at Candlestick Point.
Por fim, em 28 de Setembro de 2004, a empresa de eletrônicos Monster Cable adquire o direito de nome do estádio, chamando-o de Monster Park. Porém, muitas pessoas associam o nome erroneamente com o maior site de empregos norte-americano, o Monster.com. O contrato expirou em 2008.

## Galeria

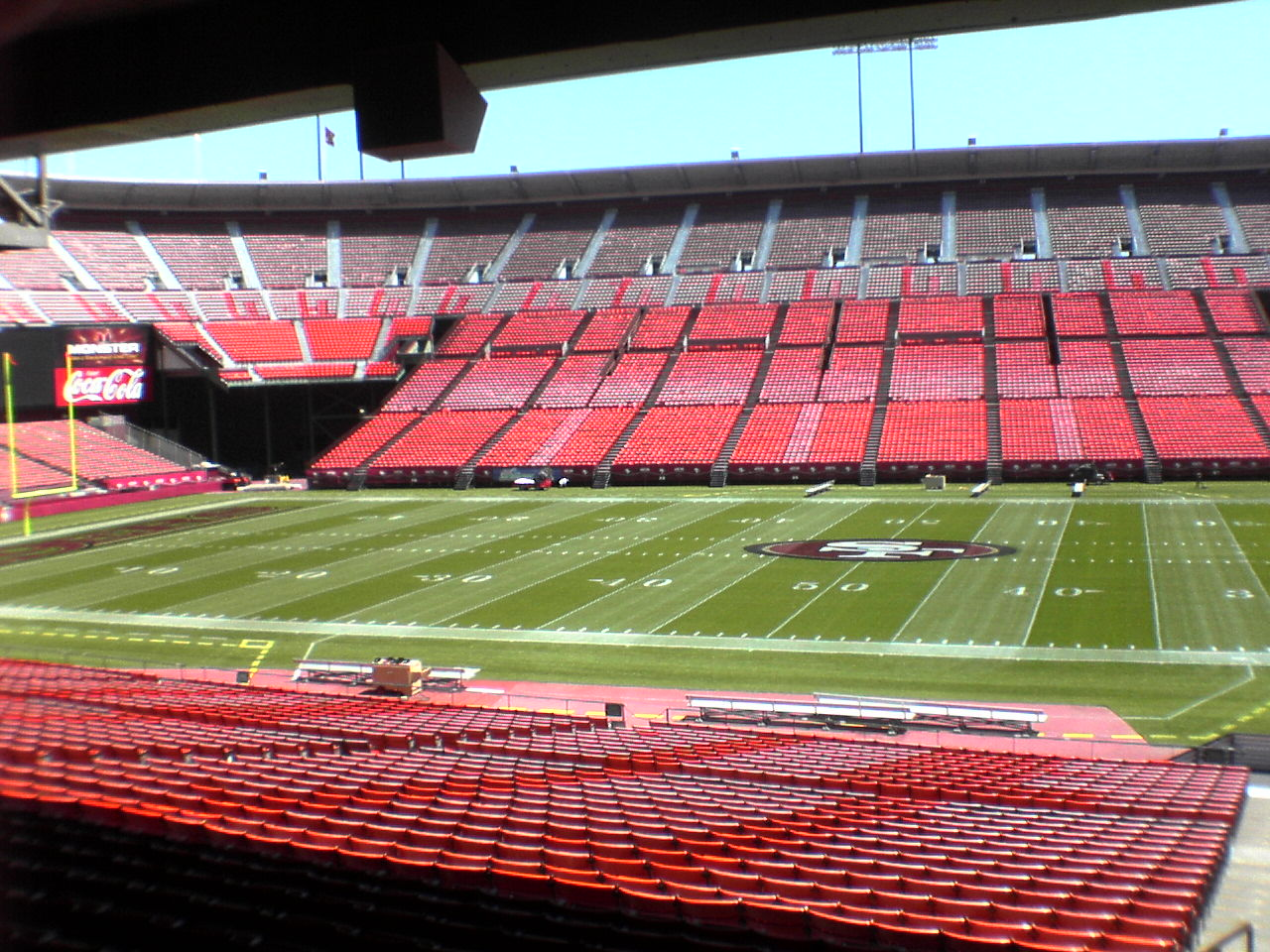
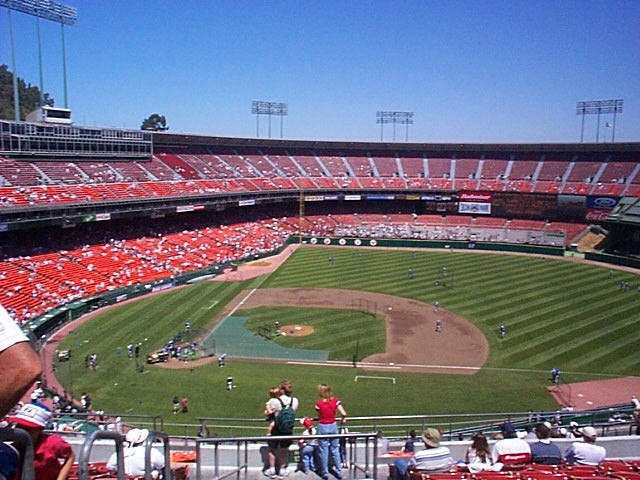
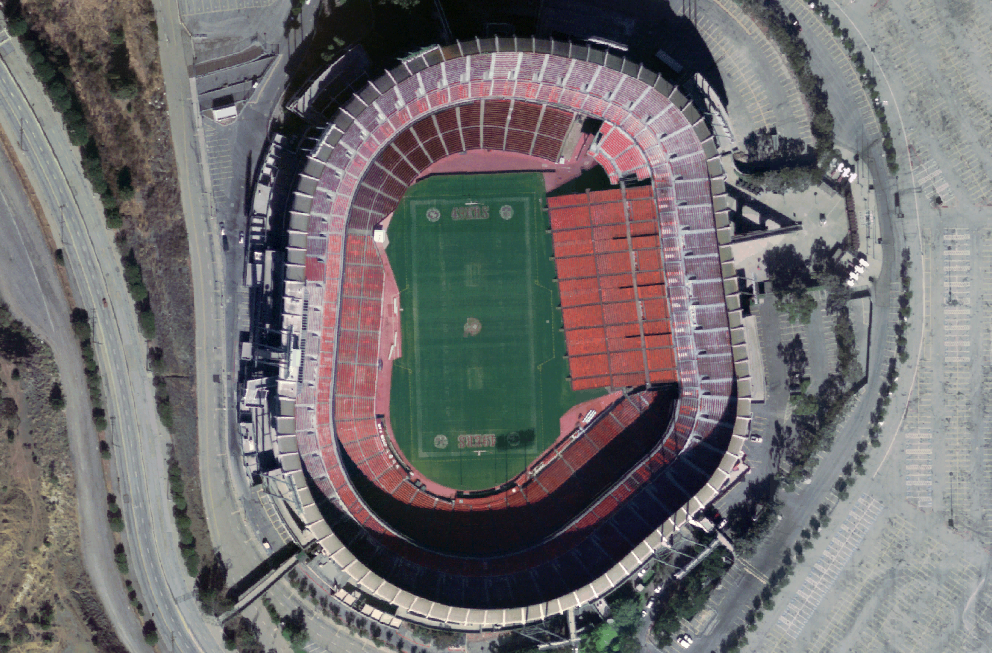